# Aalstreepwallaby
De aalstreepwallaby (Notamacropus dorsalis) is een wallaby uit het geslacht Notamacropus. De wetenschappelijke naam van de soort werd voor het eerst geldig gepubliceerd door John Edward Gray in 1837. Deze soort leeft in het oosten van Australië.

## Uiterlijk
De aalstreepwallaby heeft een lichaamslengte van gemiddeld 100 cm en een staart van 54 tot 83 cm lang. Het gewicht bedraagt 11 tot 20 kg. Mannelijke dieren zijn over het algemeen groter dan vrouwelijke aalstreepwallaby's. Deze soort heeft een grijsbruine vacht en kenmerkt zich door de zwarte streep die over de rug loopt. Over de heupen loopt verder nog een witte band en de armen en buik zijn roodbruin van kleur. De lichaamsbouw van de aalstreepwallaby is vergelijkbaar met de meeste andere kangoeroes.

## Leefwijze
De aalstreepwallaby is een planteneter die in groepen van maximaal twintig soortgenoten leeft. Deze soort is overwegend actief tijdens de schemering en de nacht. Grassen vormen het hoofdvoedsel van de aalstreepwallaby.

## Leefgebied
Het verspreidingsgebied van de aalstreepwallaby loopt van Townsville in Queensland in het noorden tot Narrabri in New South Wales in het zuiden. In Queensland is de soort nog redelijk algemeen. De populatie in New South Wales, waar deze wallaby alleen voorkomt ten westen van het Groot Australisch Scheidingsgebergte, geldt als bedreigd. De aalstreepwallaby is een bewoner van dichtbegroeide regenwouden en eucalyptusbossen.